# Dame mit dem Einhorn
Dame mit dem Einhorn (italienisch Ritratto di dama con liocorno) ist ein Gemälde von Raffael. Das Bild entstand zwischen 1505 und 1507 und wurde ursprünglich mit Ölfarben auf Holz gemalt. Es befindet sich in der Galleria Borghese in Rom, bis 1682 war das Bild vermutlich Teil der Sammlung Aldobrandini.
Es zeigt eine junge Frau sitzend mit einem kleinen Einhorn auf dem Schoß vor einer Landschaft; rechts und links befinden sich Säulen. Die Frau ist reich gewandet.
Aufgrund der Ähnlichkeit mit der Mona Lisa vermuten Barchiesi und Minozzi, dass dieses Gemälde von Leonardos Gemälde inspiriert wurde. 1959 wurde festgestellt, dass anstelle des Einhorns zuvor ein Hund gemalt wurde.
Die längste Zeit wurde das Werk Pietro Perugino zugerechnet.
Das Bild war ein Hochzeitsgeschenk des Malers an ein befreundetes Paar.
In der Mitte des 17. Jahrhunderts wurde das Bild verändert: Das Einhorn, das Rad, der Umhang und ein Palmwedel wurden übermalt und nicht mehr sichtbar. 1934 wurde das Einhorn wieder hergestellt und das Rad entfernt, außerdem wurden die Farben auf Leinwand übertragen.